# КФК
КФК е име на любителската футболна лига на Русия до 2003 година. Цялото и име е: „Колектив за физическата култура“. Започва съществуването си от времето на СССР. Под егидата на КФК са провеждали градски и републикански първенства. В тях са участвали само любителски отбори. КФК съществува до 15 октомври 2003, когато се основава ЛФЛ.